# أنا بوتسفورد كومستوك
أنّا بوتسفورد كومستوك (بالإنجليزية: Anna Botsford Comstock) هي فنانة ورسامة توضيحية وعالمة حشرات ونقاشة ومُدرسة أمريكية، ولدت في 1 سبتمبر 1854 في أوتو في الولايات المتحدة، وتوفيت في 24 أغسطس 1930 في إثاكا في الولايات المتحدة.

## وصلات خارجية
- أنا بوتسفورد كومستوك على موقع الموسوعة البريطانية (الإنجليزية)